# St. Antonius (Merenberg)

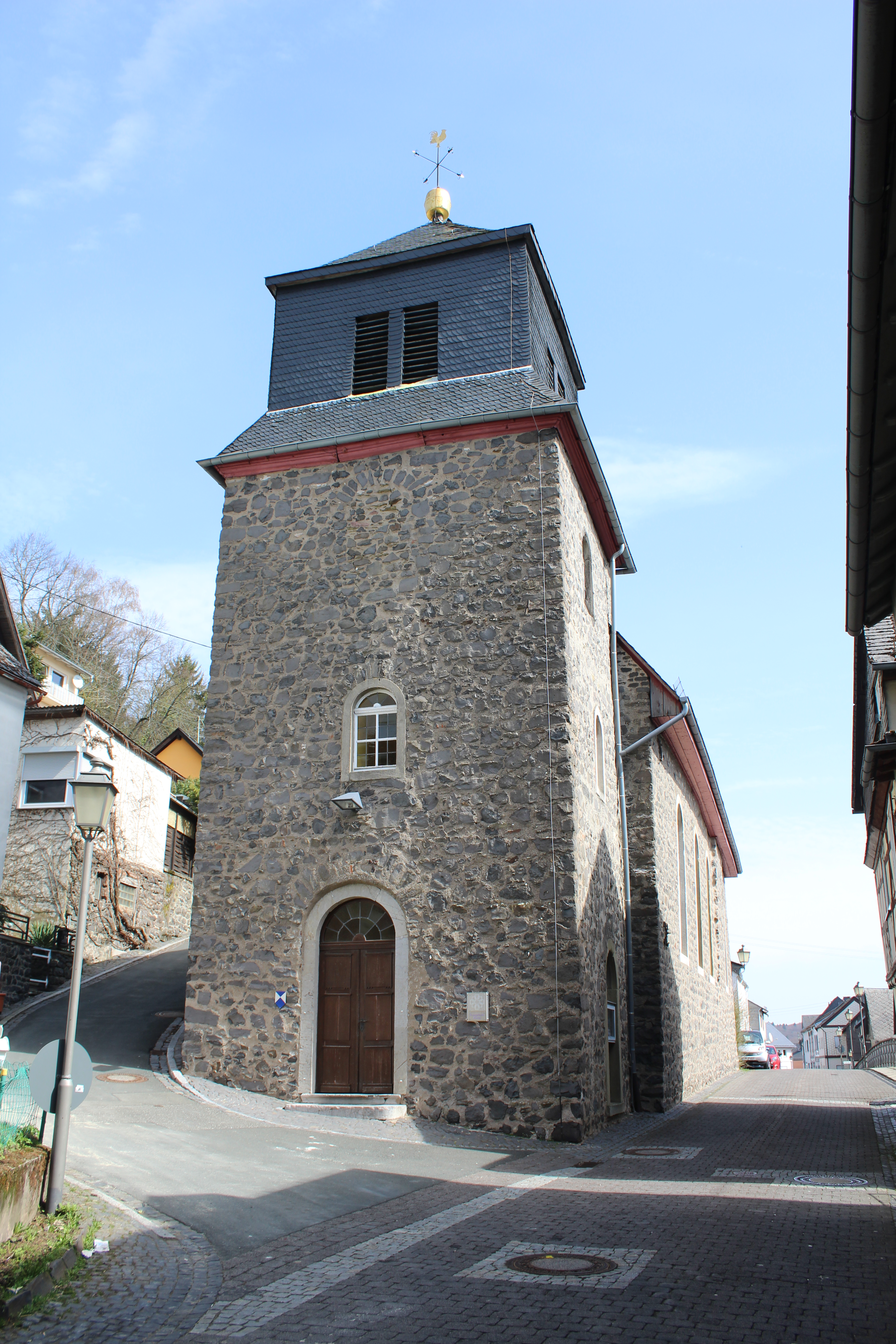
St. Antonius in Merenberg

Die evangelische Kirche St. Antonius ist ein denkmalgeschütztes Kirchengebäude im Flecken Merenberg im Landkreis Limburg-Weilburg in Hessen. Die Kirchengemeinde gehört zum Dekanat an der Lahn in der Propstei Nord-Nassau der Evangelischen Kirche in Hessen und Nassau.

## Beschreibung
Der östliche Teil der Saalkirche, vor allem die spätgotische Sakristei mit ihrem zweiteiligen Kreuzgratgewölbe, geht auf eine 1296 gestiftete Marienkapelle zurück. Um 1582 wurde die jetzige Sakristei zum Kirchenschiff ausgebaut. Die Kirche wurde 1601 erweitert. Der Kirchturm im Westen wurde 1719 aus Bruchsteinen errichtet. Er wurde zwar 1819 verkleinert, erhielt aber ein schiefergedecktes Geschoss aufgesetzt, hinter dessen Klangarkaden sich der Glockenstuhl befindet, in dem vier Kirchenglocken hängen. Bedeckt wurde der Turm mit einem flachen Pyramidendach. 
Der Chor und das durch den Chorbogen getrennte Langhaus sind jeweils mit einem flachen hölzernen Tonnengewölbe überspannt. Den Innenraum wird bestimmt durch den barocken Orgelprospekt auf der Empore oberhalb des Altars. Die erste Orgel wurde zwischen 1750 und 1780 installiert. Sie wurde 1905 durch eine Orgel der E. F. Walcker & Cie. ersetzt.